# Alice Nayo
Alice Nayo (ur. w 16 stycznia 1993 w Gonesse) – francuska koszykarka występująca na pozycjach silnej skrzydłowej lub środkowej, reprezentantka kraju 3x3.
16 lipca 2019 została zawodniczką Politechniki Gdańskiej.

## Osiągnięcia
Stan na 27 sierpnia 2020, na podstawie, o ile nie zaznaczono inaczej.

### Drużynowe
- Mistrzyni II ligi francuskiej (2015)

### Reprezentacja
Seniorska
- Brązowa medalistka mistrzostw świata 3x3 (2018)

Młodzieżowe
- Mistrzyni olimpijskiego festiwalu młodzieży Europy (2009)
- Wicemistrzyni:
  - świata U–17 (2010)
  - Europy U–18 (2011)
- Brązowa medalistka mistrzostw Europy U–16 (2009)
- Uczestniczka mistrzostw Europy U–20 (2012 – 5. miejsce, 2013 – 5. miejsce)